# António Rodrigues Leão
António Rodrigues Leão (1705-1786) foi um artífice português, que desempenhou a função de ourives da Casa Real, sobretudo a partir de 1755, operando, essencialmente, nos reinados de D. José e de D. Maria I.
Como ourives da Casa Real estava “obrigado a consertar toda a prata q.do pela ordem do Mordomo-mor lhe for mandado” (IANTT, Registo Geral das Mercês – D. José I, fl. 337), sendo responsável pelos concertos e limpezas das principais baixelas e pela realização de encomendas de prata nova para a Casa Real.
Entre essas novas encomendas destacam-se as de 1785, para as cerimónias das Passagens e para o enxoval da Infanta D. Mariana Victória (IANTT, AHMF, Casa Real, Lv.º 508, fl. 10).